# Овсянкин (рэпер)
Овся́нкин — российский андерграунд-рэпер. Настоящее имя и происхождение Овсянкина неизвестны. Характерной чертой образа является детская карнавальная маска медвежонка.

## Предположительная биография
Со слов рэпера, его детство сочеталось с пребыванием в деревне и городе, сопровождалось «типичными деревенскими приколами». Предположительно, детство прошло в Архангельской области, конкретные места рождения, учёбы или круг общения в детстве неизвестны. Рэпер упоминает, что служил в армии, где у него «был блокнот, куда я всякие приколы с армейской точностью заносил». По его словам, армия «забрала здоровье, дала кучу угаров и привычку писать письма».
В 2019 году подписал открытое письмо в поддержку фигурантов «московского дела».

## Творчество
Началом своей музыкальной деятельности рэпер называет 2012 год. Изначально выступал под псевдонимом Гнойный, но во время отсутствия Кирилла, по причине службы в армии, его позаимствовал Слава КПСС для баттловых выступлении.
В 2016 году Виктор СД взял Овсянкина на свой лейбл «Ренессанс» после того, как услышал песню «Отсиди» на радио. В том же году выпустил альбом «Сельпо». В 2017 году выпустил альбом «Мементо мори». За 2024 выпустил три альбома: Bugchasing, «Бесконечный отельный отдых» и The junky’s x-mess.
Рэпер известен перформансами на концертах, объясняя это желанием интерактива: «Не всё же людям на концертах под мои песни плакать». Например, во Владивостоке его частично побрили наголо, а девушка съела клок его волос. На концертах Овсянкин выступает в детской карнавальной маске медвежонка. Журналист Иван Афанасьев из «Правил жизни» охарактеризовал творчество Овсянкина так:
Сельским хип-хоп: читает про разруху и безнадёгу в провинции, про сторчавшихся и спившхся вокруг него людей (а порой и сам предстает в таком образе). Наркотики — одна из ключевых тем песен: он весьма подробно описывает последствия употребления запрещенных веществ, с самыми мерзкими подробностями, всегда сопровождая это горькой иронией. «Я большой мешок, набитый тухлым мясом, я на дно пришел, хотя думал, что поднялся» — включите трек «Шприц карфентанила», это настоящий боди-хоррор. Лучшей антипропаганды наркотиков, пожалуй, просто не придумать. Безразличная, депрессивная манера читки Овсянкина усиливает впечатление.
Музыкальный журналист Николай Редькин назвал Овсянкина одним из ключевых представителей «абстрактного хип-хопа», а трек Organic Sweat Freestyle хитом 2024 года. В том же году альбом «Бесконечный отельный отдых» попал в топ-10 лучших по мнению журнала «Нож».
Никита Немцев в научной статье «Проблема авторизированного текста в рэп-поэзии. Речь и письмо» по специальности «Языкознание и литературоведение» описал стиль написания текстов Овсянкина так: «Нет внутреннего деления на строфы или части, энтропия образов напоминает о смежных прозаически-поэтических произведениях. Из лексических особенностей — явные литературизмы, неразговорные инверсии».

## Дискография
- 2011 — «Сухомятка»
- 2011 — «Профанация»
- 2011 — «Дом престарелых» (с Себастьяном Кадром)
- 2012 — «Пердимонокль»
- 2012 — «Каникулы в Мексике»
- 2015 — «Патрули»
- 2016 — «Путешествие в клетчатой сумке» (со Смешариком)
- 2016 — «Тут все твои друзья» (с Молодежьвыбираеткосмос)
- 2017 — «Очередь в сельпо» (со Смешариком)
- 2017 — FACESITTING
- 2017 — «Мементо мори»
- 2018 — «Затусуйся в Новый год» (с Вертушкой Газманова)
- 2018 — «Як дістати сусіда»
- 2019 — «Золотые хиты»
- 2024 — Bugchasing
- 2024 — «Бесконечный отельный отдых»
- 2024 — The junky’s x-mess
- 2025 — «Свитер с горлом»
- 2025 — «Ядовитая тима» (совместно с Ядовитая тима и rramon)
- 2025 — «Уснул на вписке»